# Манро, Рэндел
Рэндел Манро (Randall Munroe, род. 17 октября 1984) — художник, программист, автор веб-комикса xkcd.
Физик по образованию, работал в НАСА, занимаясь проблемами робототехники. Начатый в качестве хобби комикс xkcd является в настоящий момент[уточнить] его основным занятием.
В честь Рэндела Манро назван астероид 4942 Munroe.